# Al-Firdaus
Al-Firdaus – dzielnica Aleppo znajdująca się w jego południowej części. W 2004 roku liczyła 35 211 mieszkańców.